# Tetrao parvirostris
Tetrao parvirostris е вид птица от семейство Phasianidae.

## Разпространение
Видът е разпространен в Китай, Монголия и Русия.